# 関東職業能力開発大学校附属千葉職業能力開発短期大学校
関東職業能力開発大学校附属千葉職業能力開発短期大学校（かんとうしょくぎょうのうりょくかいはつだいがっこうふぞくちばしょくぎょうのうりょくかいはつたんきだいがっこう、英語: Chiba Polytechnic College）は、千葉県千葉市および成田市にある職業能力開発短期大学校。愛称は、ポリテクカレッジ千葉。

## 概要
職業訓練施設で唯一、航空整備士を養成する訓練科があり、卒業時に二等航空運航整備士を取得できる。

## 設置訓練科

### 専門課程
千葉キャンパス
- 電気エネルギー制御科
- 電子情報技術科
- 住居環境科
- ものづくりシステム科（メカトロニクス技術科）（日本版デュアルシステム）

成田キャンパス
- 生産技術科
- 航空機整備科（二等航空運航整備士の取得を目指し、航空機整備職として就職を目標とする。）

## 沿革
- 1991年（平成3年）　千葉職業訓練短期大学校を開設
- 1993年（平成5年）　千葉職業能力開発短期大学校に改称
- 2001年（平成13年） 関東職業能力開発大学校の附属となる
- 2007年（平成19年） ものづくりシステム科を設置
- 2009年（平成21年） 電子情報技術科を設置
- 2010年（平成22年） 電子技術科、情報技術科を廃科
- 2012年（平成24年） 電気エネルギー制御科を設置
- 2013年（平成25年） 制御技術科を廃科